# 레안드라 레아우
레안드라 레아우(Leandra Leal, 1982년 9월 8일 ~ )는 브라질의 배우이다. 브라질 영화대상 여우주연상 2회(2009, 15) 수상자이다.

## 출연 작품
- 빙고: 더 킹 오브 더 모닝스 (2017)
- 엘 리벤지 (2016)
- 디비나스 디바스 (2016)
- 도그내퍼 (2013)
- 하모니카스 하울 (2013)
- 리오 빌롱스 투 어스 (2013)
- 이든(포르투갈어판) (2013)
- 울프 앳 더 도어 (2013)
- 보카 (2010)
- 복사 가게 소년 (2003)
- 바람의 전설 (1997)